# Облепиховое лето
«Облепиховое лето» — российский драматический фильм режиссёра Виктора Алфёрова. В главной роли снялся Андрей Мерзликин. Премьера фильма в России состоялась 15 ноября 2018 года. 29 октября 2018 года вышел трейлер фильма.

## Сюжет
Фильм рассказывает о выдающемся советском писателе Александре Вампилове, который облепиховым летом 1972-го отправился на Байкал, где купил дом и наконец обрёл заветный покой.
Действие фильма происходит с февраля 1966 года («процесс Синявского и Даниэля») до гибели Вампилова в 1972 году.
По мнению кинокритика Егора Холмогорова, фильм получился «удивительно теплый», «замечательные [русские писатели Вампилов и Рубцов] противопоставлены гламур-диссидентам».

## В ролях
| Актёр               | Роль                                                                           |
| ------------------- | ------------------------------------------------------------------------------ |
| Андрей Мерзликин    | Александр Вампилов                                                             |
| Полина Чернышова    | Ольга, жена Вампилова                                                          |
| Тоня Степакова      | Леночка, дочь Вампилова                                                        |
| Екатерина Толубеева | Анастасия Прокопьевна, мать Вампилова                                          |
| Баатр Колаев        | Валентин Никитич, мёртвый отец Вампилова                                       |
| Сергей Каплунов     | Николай Рубцов, поэт и друг Вампилова                                          |
| Анна Перелешина     | Лидочка, дочь торгпреда, возлюбленная Рубцова                                  |
| Артём Крылов        | Юрий Галансков, поэт-диссидент, гость Лидочки                                  |
| Алексей Жеребцов    | Андрон Кончаловский, гость Лидочки                                             |
| Ольга Тенякова      | Белла Ахмадулина, гостья Лидочки                                               |
| Елена Мартыненко    | Лариса, гостья Лидочки, директор комиссионного магазина                        |
| Сергей Агафонов     | Дмитрий Ковальчук, гость и впоследствии муж Лидочки, либеральный сотрудник КГБ |
| Кирилл Рубцов       | Олег Ефремов                                                                   |
| Екатерина Унтилова  | Елена Леонидовна, помощница Ефремова                                           |
| Александр Усердин   | Глеб Пакулов, друг Вампилова                                                   |
| Евгений Сытый       | Борис, актёр иркутского драмтеатра                                             |
| Елена Мелешкова     | Вера, жена и коллега Бориса                                                    |
| Яна Есипович        | Нина, актриса иркутского драмтеатра                                            |
| Ирина Денисова      | Комендант московского общежития                                                |
| Вера Смолина        | Матвеева, комсомольская активистка в общежитии                                 |